# Энциклопедия Ниппоника
Энциклопедия Ниппоника (яп. 日本大百科全書 Ниппон дайхякка дзэнсё, «Большая японская энциклопедия»; англ. Encyclopedia Nipponica) — японский энциклопедический словарь в 26 томах японского издательства Сёгаккан. Является крупнейшим общим справочником по японоведению. Составлялась 10 лет. Содержит более 130 000 статей на 23 000 страницах. Выдержала два издания: 1984—1994 и 1994—1997. С конца 1990-х издательство стало выпускать электронные версии словаря для персональных компьютеров.
Информация в энциклопедии дана с алфавитным указателем. Состоит из 24 томов с тематическими статьями, 1 тома поискового индекса и 1 дополнительного тома.

### Бумажные издания
- 日本大百科全書. — 東京: 小学館, 1984—1994, 26冊.
- 日本大百科全書. — 2版. — 東京: 小学館, 1994—1997, 26冊.

### Электронные издания
- 小学館/ソニー『日本大百科全書』DD-2001バンドル版(EBXA)
- 小学館/ソニー『日本大百科全書［第2版］』DD-2001MK2バンドル版(EBXA)
- 小学館/ソニー『日本大百科全書』DD-S1000バンドル版(S-EBXA)
- 小学館『スーパー・ニッポニカ [総合版] 日本大百科全書＋国語大辞典』 (1998)
- 小学館『スーパー・ニッポニカ 〔ライト版〕 日本大百科全書＋国語大辞典』 (1999)
- 小学館『スーパー・ニッポニカ2001 〔DVD-ROM版〕 日本大百科全書＋国語大辞典』(2001)
- 小学館『スーパー・ニッポニカ2001 〔ライト版〕 日本大百科全書＋国語大辞典』(2001)
- 小学館『スーパー・ニッポニカ2002 〔DVD-ROM版〕 日本大百科全書＋国語大辞典』(2002)
- 小学館『スーパー・ニッポニカ2003 〔DVD-ROM版〕 日本大百科全書＋国語大辞典』(2003)